# گزنق
گزنق، روستایی از توابع بخش مرکزی شهرستان ارومیه استان آذربایجان غربی ایران است.
این روستا در کنار دریاچه ارومیه قراردارد.

## جمعیت
این روستا در دهستان باش‌قلعه قرار داشته و بر اساس سرشماری سال ۱۳۸۵ جمعیت آن ۳۹۳ نفر (۱۱۶ خانوار) بوده‌است زبان مردم این روستا تُرکی آذربایجانی است.